# Казаков, Алексей Валерьевич (политик)
Алексей Валерьевич Казаков (6 января 1977, Смоленск) — российский политик, бизнесмен, депутат Государственной думы от «Справедливой России» (с 2011 по 2016 год).

## Биография
В 1996 году окончил дирижёрско-хоровое отделение Смоленского музыкального училища, в 2004 году — смоленский филиал Орловской академии государственной службы, в 2008 году — Московскую школу политических исследований. В 2011 году защитил в Московском государственном техническом университете имени Баумана диссертацию «Модернизация электорального процесса в современной России: опыт институционализации», присвоена учёная степень кандидата политических наук; в 2016 году учёный совет Санкт-Петербургского государственного университета принял решение о лишении Казакова учёной степени в связи с обнаружением в его диссертации некорректных заимствований.
В 1992—1998 годы — руководитель народного хора в Кардымовском районном доме культуры, в 1998—1999 годы работал воспитателем Кардымовской школы-интерната. В периоды 1999—2005 и 2009—2011 годов — заместитель директора, директор ЗАО «КАБО», в 2008—2009 годы — генеральный директор ОАО «Завод ЖБИ-1».
В 2005 году избирается депутатом Смоленского городского Совета. В 2006 году предлагает установить 20-процентную надбавку к зарплатам работников бюджетной сферы. После отказа администрации города Смоленска заложить эту статью в расходную часть бюджета, на том основании, что денег на  льготу нет, инициирует первое в истории смоленского местного самоуправления депутатское расследование, посвященное эффективности распоряжения муниципальным имуществом. Председатель Смоленского городского Совета Сергей Лебедев назвал это расследование "этапом в становлении местного самоуправления".
В 2009 году выдвигался в мэры Смоленска, но не был допущен к участию в выборах. В октябре 2009 года избран депутатом Смоленской областной Думы. В 2011 году выходит из партии «Единая Россия», по собственным словам, по нравственным соображениям. После этого вступает в «Справедливую Россию», в которой становится региональным лидером. После назначения Алексея Островского на должность губернатора Смоленской области, переходит в оппозицию к новой администрации региона.

### Депутат госдумы
В декабре 2011 года избран депутатом Государственной думы Федерального собрания Российской Федерации VI созыва по смоленскому региональному списку партии «Справедливая Россия». После избрания объявил, что готов принять участие в губернаторских выборах в Смоленской области. С декабря 2013 года был избран председателем подкомитета по интернету и развитию электронной демократии.. В рамках депутатской деятельности привлёк внимание тем, что предлагал закрепить запрет на иностранное финансирование средств массовой информации и некоммерческих организаций, ввести уголовное преследование за фальсификацию истории. В ноябре 2015 года Совет муниципальных образований Смоленской области обвинил Алексея Казакова в бездеятельности на посту депутата Государственной Думы и призвал его сложить полномочия. Совет муниципальных образований состоит из членов «Единой России», которые, по сути, выступили против представителя «Справедливой России», оппозиционной областным властям партии. В числе предъявленных претензий — упрек Казакову в том, что он не ищет инвесторов, что не относится к компетенции депутатов Государственной Думы РФ.
Алексей Казаков в 2015 году внес на рассмотрение Государственной Думы проект федерального закона «О запрете отдельным категориям лиц иметь гражданство иностранных государств, либо вид на жительство или иной документ, подтверждающий право на постоянное проживание гражданина Российской Федерации на территории иностранного государства». Суть закона, по мнению разработчика, заключается в следующем: чиновникам, занимающим руководящие посты всех уровней после завершения службы в течение 10 лет, а также членам их семей и взрослым детям запрещается получать гражданство или вид на жительство иностранного государства. Законопроект был отклонен.
27 июня 2016 года по результатам съезда партии «Справедливая Россия» Алексей Казаков не был включен в партийный список на выборы депутатов Государственной Думы VII созыва; сам он заявил, что планирует покинуть пост руководителя регионального отделения партии. 12 ноября 2016 года в ходе отчетно-выборной конференции «Справедливой России» главой Смоленского регионального отделения партии вместо Алексея Казакова был избран депутат Смоленского городского совета Сергей Лебедев. В этот же день Алексей Казаков представил книгу, в которой был изложен отчет о его деятельности в статусе депутата Государственной Думы РФ.
В октябре 2022 г. был внесен в санкционные списки Канады за «причастность в распространении российской дезинформации и пропаганды»